# Ivo Hala
Ivo Hala (* 30. května 1974 České Budějovice) je bývalý český advokát specializující se na insolvence podniků, člen představenstva Spolku pro chemickou a hutní výrobu (Spolchemie), bývalý spolumajitel pojišťovny MAXIMA. Od ledna 2016 je společně s dalšími 14 lidmi byl vyšetřován pro obvinění z manipulace s insolvencemi, poškozování věřitelů a ovlivňování soudců. V červenci 2021 byl ve věci obžalován. V prosinci 2018 byl vyškrtnut ze seznamu advokátů.

## Profesní život
25. července 2007 se stal předsedou představenstva společnosti Campaspol Holding, která přes společnosti Chapelco a Český olej vlastnila 90,7 % akcií ústecké Setuzy. Byl jediným akcionářem akciové společnosti Lukana Oil, do které 1. ledna 2010 přešli ze společnosti Oleofin zaměstnanci zabývající se prodejem a výrobou rostlinných jedlých olejů. 8. června 2010 koupil od společnosti Euro Capital Alliance 100 % podíl v akciové společnosti Lisovna Ústí nad Labem, do které k 1. červenci téhož roku přešli ze společnosti STZ zaměstnanci zabývající se listováním olejnatých semen. O dva roky později tuto společnost prodal Tomáši Machotkovi.

### Insolvenční správce
23. února 2011 ho Bohuslav Petr, předseda Krajského soudu v Českých Budějovicích, jmenoval insolvenčním správcem strojírenské společnosti SCB Foundry.
23. května 2011 ho Jan Sváček, předseda Městského soudu v Praze, jmenoval insolvenčním správcem lucemburské developerské společnosti ECM Real Estate Investments. Hala následně popřel pohledávky držitelů eurových dluhopisů, které měl podle něj podat společný depozitář.
7. června 2013 ho Bohuslav Petr, předseda Krajského soudu v Českých Budějovicích, určil insolvenčním správcem společnosti JIP - Papírny Větřní.
1. listopadu 2013 ho předseda Krajského soudu v Českých Budějovicích Milan Tripes určil předběžným správcem zadluženého výrobce a opravce nákladních železničních vozů a lokomotiv Heavy Machinery Services. V březnu 2014 byl potvrzen jako insolvenčního správce. V březnu 2015 požádal Ivo Hala soud, aby ho z důvodu značných zdravotních problémů neurologického charakteru spojených s chronickou bolestí odvolal z funkce. Soud mu vyhověl a následně jmenoval novou insolvenční správkyní Petru Hýskovou. Na odchod Haly se čekalo delší dobu, protože zatím nedostal prověrku Národního bezpečnostního úřadu, kterou musí od srpna 2014 disponovat všichni zvláštní správci se zvláštním povolením řídit největší insolvenční kauzy s přesunem velkých majetků, jako je tato.
19. prosince 2013 ho Libor Vávra, předseda Městského soudu v Praze, jmenoval insolvenčním správcem družstevní záložny Metropolitní spořitelní družstvo. 10. září 2015 ho soud odvolal a místo něj jmenoval ostravskou insolvenční správkyni Kateřinu Martínkovou, protože ministerstvo spravedlnosti odebralo Halovi zvláštní povolení k výkonu funkce.
Na podzim roku 2014 zrušilo Halovi ministerstvo spravedlnosti zvláštní povolení potřebné pro vedení bankrotů velkých firem, neboť nedoložil prověrku od Národního bezpečnostního úřadu. Hala proti rozhodnutí podal rozklad, který ovšem ministerstvo neuznalo, a v září roku 2015 tak původní rozhodnutí nabylo právní moci.

### Obvinění z manipulace s insolvencemi
V lednu 2016 byl Hala spolu s dalšími 14 osobami, mezi které patří mj. Petr Sisák či Vladimíra Jechová Vápeníková, obviněn v souvislosti s insolvenčním řízením se společností Via Chem Group. Policie České republiky skupinu viní ze zvýhodnění věřitele, zasahování do nezávislosti soudu, podvodu, legalizace výnosů z trestné činnosti, podplácení, přijetí úplatku či účasti na organizované zločinecké skupině. 20. ledna podal spolu s podnikatelem Petrem Sisákem na policii vysvětlení a 22. ledna na něj Okresní soud v Pardubicích uvalil vazbu z obavy z možného útěku, z ovlivňování svědků a z pokračování trestné činnosti. Podle policie zastupoval na počátku roku 2014 věřitele společnosti Falkonida při jednání s exministrem Alešem Řebíčkem, který zaplatil 25 milionů korun, aby ukončil spory ohledně převodů jím vlastněných akcií fotbalového klubu SK Slavia Praha.
V červenci 2021 byl ve věci obžalován spolu se 14 dalšími osobami (mj. s Petrem Sisákem a Vladimírou Jechovou Vápeníkovou) a pěti firmami (mj. Via Chem Group, Spolchemie). Podle obžaloby ve prospěch Sisáka ovlivňoval soudce (zejména během insolvenčních řízení) s cílem zkrátit věřitele Via Chem Group (mj. městské části Praha 6 a Praha 10). V dubnu 2025 byl Krajským soudem v Praze byl ve věci nepravomocně odsouzen k osmiletému trestu odnětí svobody a peněžitému trestu ve výši 14 mil. Kč.